# Beatrice Sparks
Beatrice Sparks, née le 15 janvier 1917 à Goldburg, dans le comté de Custer, en Idaho et morte le 25 mai 2012 à Provo, dans l'Utah, est une écrivaine américaine. Elle est particulièrement connue pour son livre L'Herbe bleue.

## Biographie
Béatrice Sparks est une écrivaine américaine membre de l'Église mormone. Elle est surtout connue pour la publication de journaux intimes d'adolescents aux prises avec la drogue (L'Herbe bleue), le culte satanique (Jay's Journal), Almost Lost (en), etc.

## Controverses
Le statut de ses livres est sujet à controverses : elle a présenté L'Herbe bleue comme le véritable et véridique journal intime d'une jeune fille de quinze ans qui découvre à son insu les effets de la drogue. Pour Almost Lost, elle retrace l'évolution favorable d'un jeune homme fugueur grâce à la thérapie qu'elle lui aurait proposée, ou encore, pour Jay's Journal (en), elle présente les éléments de son récit comme étant directement inspirés du journal tenu par le jeune homme. Or Béatrice Sparks a reconnu qu'elle était l'auteur de plusieurs de ces journaux intimes, tout en se défendant d'avoir romancé la réalité. Elle n'a pas produit les journaux intimes qu'elle disait avoir utilisés pour écrire. La famille du jeune homme évoquée dans Jay's Journal estime notamment que de nombreux ajouts sont des éléments de fiction, inventés par l'auteure.